# Horisme rewaensis
Horisme rewaensis är en fjärilsart som beskrevs av Bbr. Horisme rewaensis ingår i släktet Horisme och familjen mätare. Inga underarter finns listade i Catalogue of Life.